# Albert Denison
Pour les articles homonymes, voir Denison.
Albert Denison Denison (21 octobre 1805 - 15 janvier 1860) est un homme politique et diplomate du Parti libéral britannique, connu sous le nom de Lord Albert Conyngham de 1816 à 1849.

## Jeunesse et carrière
Né Albert Denison Conyngham, il est le troisième fils d'Henry Conyngham (1er marquis Conyngham) et d'Elizabeth Conyngham (en). Il fait ses études au collège d'Eton, et est nommé cornet et sous-lieutenant dans les Royal Horse Guards, en 1821, avant de rejoindre le service diplomatique. Le 28 avril 1826, il achète une lieutenance d'infanterie indépendante. En 1824, il est attaché à Berlin, puis à Vienne en 1825 et secrétaire de la légation à Florence en 1828 et à Berlin de 1829 à 1831.
Conyngham est fait chevalier en 1829 et aux Élections générales britanniques de 1835 il est élu député libéral de Canterbury, siège qu'il occupe jusqu'en 1841, date à laquelle il ne se représente pas. Il est élu sans opposition lors d'une élection partielle en mars 1847 et occupe le siège jusqu'à ce qu'il soit élevé au rang de pair en 1850. De 1844 à 1845, il est le premier président de la British Archaeological Association, et de 1855 jusqu'à sa mort, il est le premier président de la London and Middlesex Archaeological Society. Il est aussi vice-amiral de la côte du Yorkshire.
En 1849, il change son nom de famille en Denison en vertu du testament de son oncle maternel, William Joseph Denison et est créé baron Londesborough un an plus tard. En 1851, il achète à la fois Grimston Park, près de Tadcaster, North Yorkshire et le tableau Monarch of the Glen, ce dernier pour 840 £ .

## Famille
Le 6 juillet 1833, Londesborough épouse Henrietta Weld-Forester (une fille de Cecil Weld-Forester (1er baron Forester)) et ils ont six enfants:
- William Denison (1er comte de Londesborough) (1834–1900)
- Albert Denison Somerville Denison (en) (1835–1903)
- Henrietta Elizabeth Sophia (décédée en 1924), épouse Sir Philip Gray Egerton, 11e baronnet.
- Selina Camerina Charlotte (décédée en 1852)
- Isabella Maria (décédée en 1856)
- Augusta Elizabeth (morte en 1887), épouse Arthur Wrottesley (3e baron Wrottesley).

La première épouse de Londesborough est décédée en 1841 et le 21 décembre 1847, il épouse Ursula Bridgeman (une fille du vice-amiral Charles Orlando Bridgeman) et ils ont également six enfants:
- Henry Charles (1849-1936)
- Conyngham Albert (1851-1938)
- Albertina Agnes Mary Denison (1854-1929), qui épouse le colonel Ivor Herbert, 1er baron Treowen en 1873. Elle fonde et est la première présidente de la Société d'art décoratif d'Ottawa. Elle est présidente de la Woman's Humane Society et première présidente de la Humane Society d'Ottawa. Elle fait également ériger des abris de chauffeurs de taxi à Ottawa[3].
- Harold Albert (1856-1949)
- Evelyn Albert (1859–1883)
- Ursula Elizabeth (décédée en 1880)

Lord Londesborough est décédé en 1860 et son titre passe à son fils aîné, William, qui est ensuite créé comte de Londesborough en 1887. Plus tard, sa deuxième épouse se remarie à Lord Otho FitzGerald.